# Moreno Suprapto
Moreno Suprapto - também grafado como Soeprapto (Jacarta, 14 de novembro de 1982) é um automobilista indonésio.
Em sua carreira, as categorias mais importantes que disputou foram a Fórmula Renault britânica em 2003, a Fórmula BMW Asiática em 2004, e a Fórmula 3 Asiática entre 2005 e 2006. Também passou pela A1 Grand Prix em 2006, como reserva do time da Indonésia, no qual também correu seu irmão Ananda Mikola.

## Acidente
Em 2005, quando ainda corria na Fórmula 3 asiática, Suprapto envolveu-se num acidente na etapa de Sintul, quando bateu na traseira do carro de James Winslow. O inglês teve o monoposto danificado, enquanto que o indonésio capotou. Preocupado, Winslow descobriu que o carro de Suprapto estava com o tanque de combustível rompido, e para evitar uma explosão, desligou o motor e retirou o indonésio do cockpit. Ambos não se feriram, e Winslow seguiu na prova, com o carro reserva. Um check-up de precaução foi feito em Suprapto, que descreveu o acidente:
.
O acidente entre Winslow e Suprapto foi destaque no programa da BBC Accidental Heroes, em setembro de 2008.